# 情報セキュリティ管理士認定試験
情報セキュリティ管理士認定試験（じょうほうせきゅりてぃかんりしにんてしけん）は、一般財団法人全日本情報学習振興協会が設けている民間資格「情報セキュリティ管理士」の称号。以前、「情報セキュリティ検定試験」として実施されていた試験がリニューアルし、「情報セキュリティ管理士認定試験」と「情報セキュリティ初級認定試験」に分かれて、実施されている。

## 概説
情報セキュリティについて、それらに関する知識の必要性が年々増す中、企業において業種・業務を問わず全ての社員が理解しておく必要があり、業務内容によって求められるスキルも多種多様となっている。これらを背景に、情報セキュリティに関する全般的かつ実践的な知識をもつ人材を育成することを目的として、それらに関する知識の理解度や習熟度の一つの指針となる評価制度として設定された民間資格制度にもとづく試験である。2005年4月に「情報セキュリティ検定試験」として開始されたものが2011年度に再編され、現名称の資格認定制度となり、試験名称も変更された。
「情報セキュリティ検定試験」では1級、2級、3級があったが、それらが再編され、「情報セキュリティ管理士認定試験」と「情報セキュリティ初級認定試験」となった。出題内容は、従来の情報セキュリティ検定試験1級・2級の知識が統合されたものが「情報セキュリティ管理士認定試験」に対応し、「情報セキュリティ初級認定試験」は、従来の情報セキュリティ検定試験3級レベルである。
なお、資格の移行措置として、情報セキュリティ検定試験2・3級合格者を対象とした情報セキュリティ管理士昇級試験が、第4回（2012年1月29日実施）まで実施された。
試験は年4回実施され、出題範囲は、「情報セキュリティ総論」、「情報資産に対する脅威」、「脅威への対策」、「コンピュータの一般知識」の4つで構成されており、情報セキュリティに関する関連用語の知識だけでなく、情報セキュリティに関する多岐にわたる一般知識や関連法令、ソフトウェア・ハードウェア知識に至るまで、幅広く問われる。
主催団体はこの他にも関連資格として、個人情報保護士認定試験、企業情報管理士認定試験を主催している。

## 試験概要
第1回認定試験は2011年（平成23年）4月24日実施。以後現在では年4回、3ヶ月ごとに行われ北海道から沖縄まで全国20ヶ所の会場で一斉公開試験が実施されている。
- 試験内容は、4項目からなる。

I：情報セキュリティ総論
II：情報資産に対する脅威 （どんな危険があるか）
III：脅威への対策 （情報セキュリティ対策）
IV：コンピュータの一般知識
- 試験方法は、択一問題による試験（マークシートを使用）。
- 試験時間は、120分（休憩なし）。
- 受験資格に制限はなし。
- 受験料は、20名以上での団体申し込みに対し割引価格が適用される。
- 合格点は、各単元ごとに70％以上の正答。
- 試験問題は持ち帰ることができる。
- 合否は、試験実施約1ヶ月後に主催団体のWEBサイトで確認できる。
- 主催団体は、各回試験前に「認定試験対策セミナー」を開催している。 現在は、代々木ゼミナールの本部校で実施され、その内容がサテラインゼミ（衛星生中継）にて全国23箇所に配信され、全国各地で受講できる。
- 合格者には合格証書と認定カード（認定証）が送られるほか、認定ロゴを名刺等に使用することが認められる。
- 認定カードには2年間の有効期限が記載されるが、主催団体のWEBサイトで更新することができる（有料）。

## 主催団体
- 名称：一般財団法人全日本情報学習振興協会
- 所在地：東京都千代田区神田三崎町3-7-12 清話曾ビル5階
- 事業内容：情報関連・パソコン・福祉関連の検定・講習会実施など
- 理事長：一松信（東京電機大学教授・京都大学名誉教授）